# Remi Nicole
Remi Nicole (* 6. April 1983 in London) ist eine britische Popsängerin und Songwriterin.

## Laufbahn
Mit ihrer 2007 veröffentlichten Single Go Mr. Sunshine erreichte Remi Nicole Platz 57 der britischen Charts. Im selben Jahr kam ihr Debütalbum My Conscience & I heraus. Ebenfalls 2007 trug sie die Nummer Teenage Kicks (eine Coverversion des Undertones-Klassikers) zum Soundtrack des Filmes  Die Girls von St. Trinian bei.
Im August 2009 erschien ihr zweites Album Cupid Shoot Me. Sie schrieb alle 11 Songs des Albums und übernahm bei der Aufnahme neben dem Gesang auch die meisten Instrumentalparts.
2022 wurde ihre Single „Welcome to My World“ in der Open Up -Werbekampagne für den Bau-/Haushaltshändler Wickes verwendet, die am 25. März 2022 während der Werbepause in der Channel-4-Sendung Gogglebox gestartet wurde.

## Singles
- Fed Up (2007)
- Go Mr. Sunshine (2007)
- Rock 'N' Roll (2007)
- Lights Out (2008)
- Standing Tears Apart (2009)